# Mbandaka
Mbandaka je luka na rijeci Kongo i glavni grad provincije Équateur u Demokratskoj Republici Kongo. Nalazi se 50 km istočno od granice s Republikom Kongo. Ima zračnu luku, kao i trajektnu liniju s Kinshasom i Boendeom.
Grad je 1883. osnovao velški istraživač Henry Morton Stanley i nazvao ga Équateur zbog činjenice da se nalazi samo 6,6 km sjeverno od ekvatora. Kasnije su belgijske kolonijalne vlasti promijenile ime u Coquilhatville. Mbandaka je teško stradala u Prvom kongoanskom ratu, a godine 1997. doživjela je masakr stotina ljudi, većinom žena i djece, ruandskih izbjeglica iz plemena Hutu. Grad je danas zapušten, bez struje i tekuće vode u mnogim dijelovima, a većina ulica nije asfaltirana.
Prema popisu iz 2004. godine, Mbandaka je imala 262.814 stanovnika. Većinu čine pripadnici plemena Mongo.